# Stern & Hafferl Verkehrsgesellschaft
Die Stern & Hafferl Verkehrsgesellschaft m.b.H. (StH) ist ein österreichisches Verkehrsunternehmen mit Sitz in Gmunden. Es betreibt vier Lokalbahnen, die Straßenbahn in Gmunden sowie regionalen Güterverkehr in Oberösterreich. Weiters werden mehrere Buslinien, Schüler- und Pendlerbusse sowie die Attersee- und Altaussee-Schifffahrt betrieben.

## Geschichte

### Anfänge
Am 24. Dezember 1883 erhielten die Ingenieure Josef Stern und Franz Hafferl die Konzession „zur Errichtung und zum Betriebe eines Vermittlungsbüros, ausschließlich zum Zwecke der Verfassung der Projekte für Lokalbahnen und Ausführung der hierzu benötigten Vorarbeiten“. Im selben Jahr wurde ein Büro in Wien gegründet. Josef Stern übernahm die Geschäftsführung, während Franz Hafferl sich hauptsächlich mit dem Vermessen und Projektieren von geplanten Bahntrassen beschäftigte. Der erste große Auftrag war die Projektierung von mehreren Straßenbahnlinien in Wien; Auftraggeberin war die Wiener Tramway Gesellschaft. Es wurden acht Bahnen im Auftrag der Unternehmensgruppe Lindheim projektiert und teilweise auch gebaut. In den folgenden zwei Jahrzehnten projektierte Stern & Hafferl mehr als 200 Kilometer Lokalbahnen in der gesamten österreichisch-ungarischen Monarchie. Im Jahre 1881 wurde das Ingenieurbüro in die Hechtengasse verlegt. 1889 plante das Unternehmen den Bau der Salzkammergut-Lokalbahn zwischen Salzburg und Bad Ischl. Zu diesem Zweck wurde ein eigenes Büro in Sankt Wolfgang eröffnet. Nach Erteilung der Konzession vom Verkehrsministerium wurde Josef Stern mit der Bauleitung beauftragt. Ein Jahr später erhielt Stern & Hafferl die Konzession zum Bau der Schafbergbahn. Josef Stern wollte die Bahn anfangs elektrisch betreiben, da dies jedoch nicht möglich war, entschied er sich für den Betrieb mit Dampflokomotiven. Neben der Bahn wurde auch ein Hotel auf der Spitze des Schafbergs errichtet, das über eine Fernleitung von dem in Sankt Wolfgang errichteten Dampfkraftwerk mit Strom versorgt wurde.

### Bahnbau und Projektierungen
Zahlreiche Aufträge erhielt das Unternehmen ab 1894 durch eine Vereinfachung des Gesetzes zum Bau von Sekundärbahnen. Beim Bau der Gmundner Lokalbahn errichtete Stern & Hafferl auch zwei Personalhäuser und ein Dampfkraftwerk, um die Bahn mit Strom zu versorgen. Am 13. August des gleichen Jahres wurde die Elektrische Lokalbahn Gmunden feierlich eröffnet. Durch die Lokalbahn als Dauerabnehmer rentierte sich die Stromerzeugung, die ab Jänner 1895 von der Gmundner Elektrizitäts-Aktiengesellschaft übernommen wurde. Diese Gesellschaft übernahm neben der Stromerzeugung auch die Elektrische Lokalbahn Gmunden sowie den Ausbau des Stromversorgungsnetzes im Raum Gmunden. Neben den laufenden Projektierungs- und Bauaufträgen wurde das Arkadenhaus, ein großes Bürogebäude, in der Gmundner Kuferzeile errichtet. Dadurch war es möglich, das Filialbüro in Sankt Wolfgang nach Gmunden zu verlegen. Am 31. August 1895 wurde der Hauptsitz des Unternehmens nach Gmunden verlegt. Ein Jahr später wurde mit der Planung der schmalspurigen Gurktalbahn begonnen. Mit dem Eintritt in das Unternehmen von Ingenieur Hugo Neumann folgten weitere Aufträge – erstmals wurden auch Bahnen außerhalb Österreichs geplant. 1899 erhielt das Unternehmen den Auftrag, die Vellachtalbahn in „einfacher, aber solider und gefälliger Baulichkeit“ zu errichten. In nur zwei Jahren wurde diese Bahn von Stern & Hafferl geplant und gebaut. Am 5. Oktober 1902 konnte die Gurktalbahn zum Betrieb freigegeben werden; sie war zugleich die letzte Dampf betriebene Lokalbahn, die von Stern & Hafferl errichtet wurde. Ab dem 20. Jahrhundert wandte sich das Unternehmen, neben dem Bau und der Projektierung von Eisenbahnlinien, der Errichtung von Wasserkraftwerken zu. Das erste von Stern & Hafferl gebaute Wasserkraftwerk ging am 8. Februar 1902 in Betrieb. Wenige Jahre später folgte das Ditlbachkraftwerk bei St. Wolfgang.

Josef Stern (um 1875)

Franz Hafferl (1883)

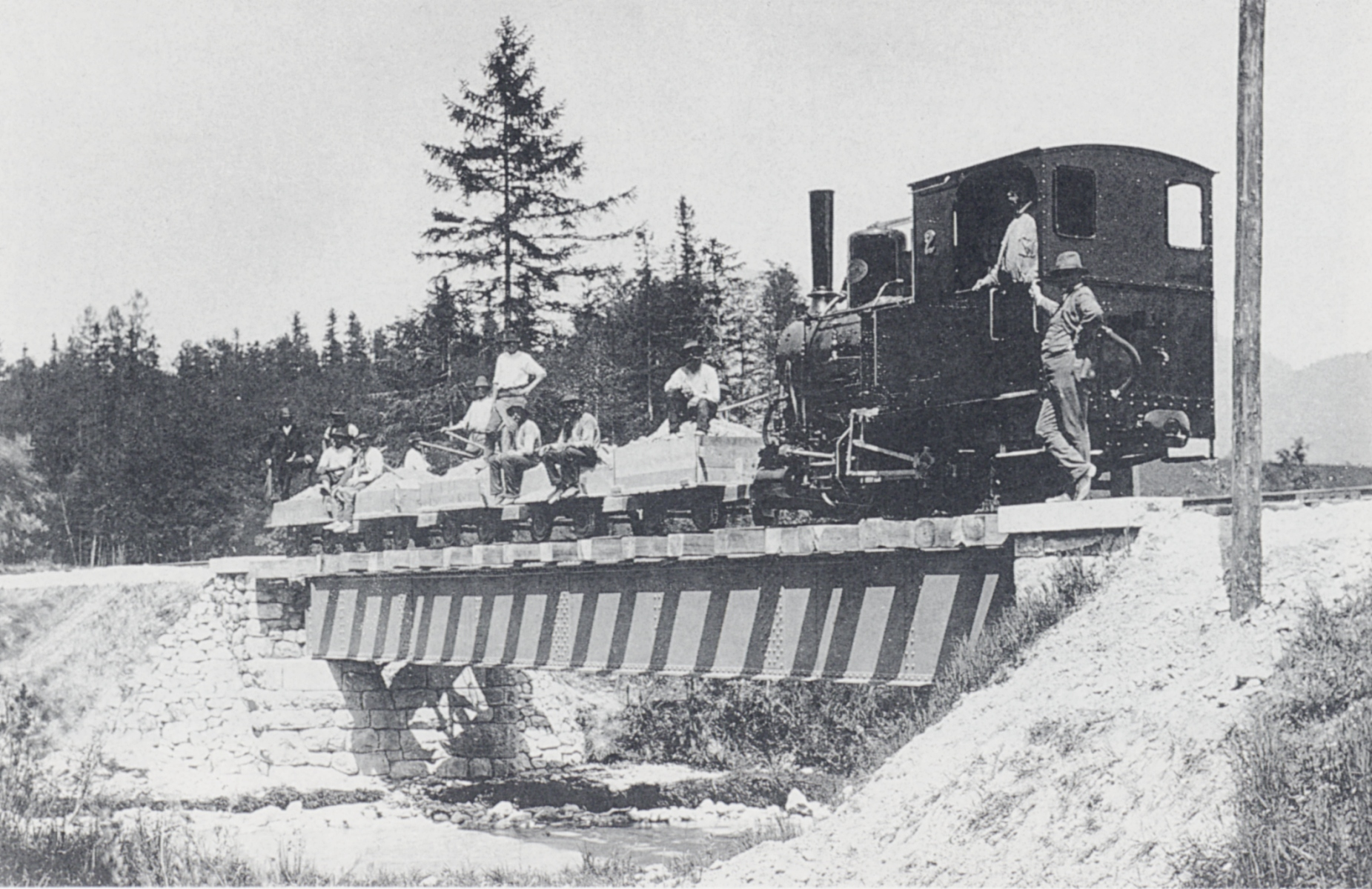
Bau der Salzkammergut Lokalbahn (1890)

Dampfkraftwerk und Remise in Gmunden (1894)

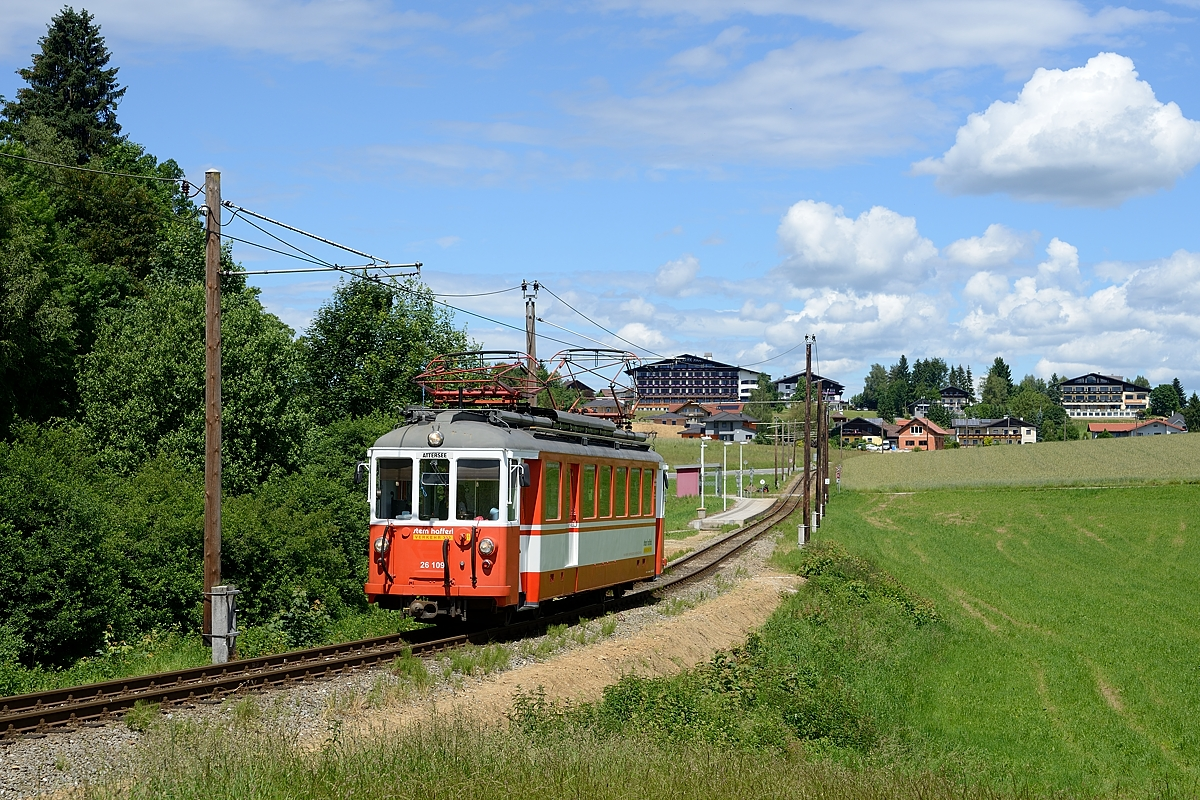
Triebwagen 26.109 der Attergaubahn bei Kogl (2016)

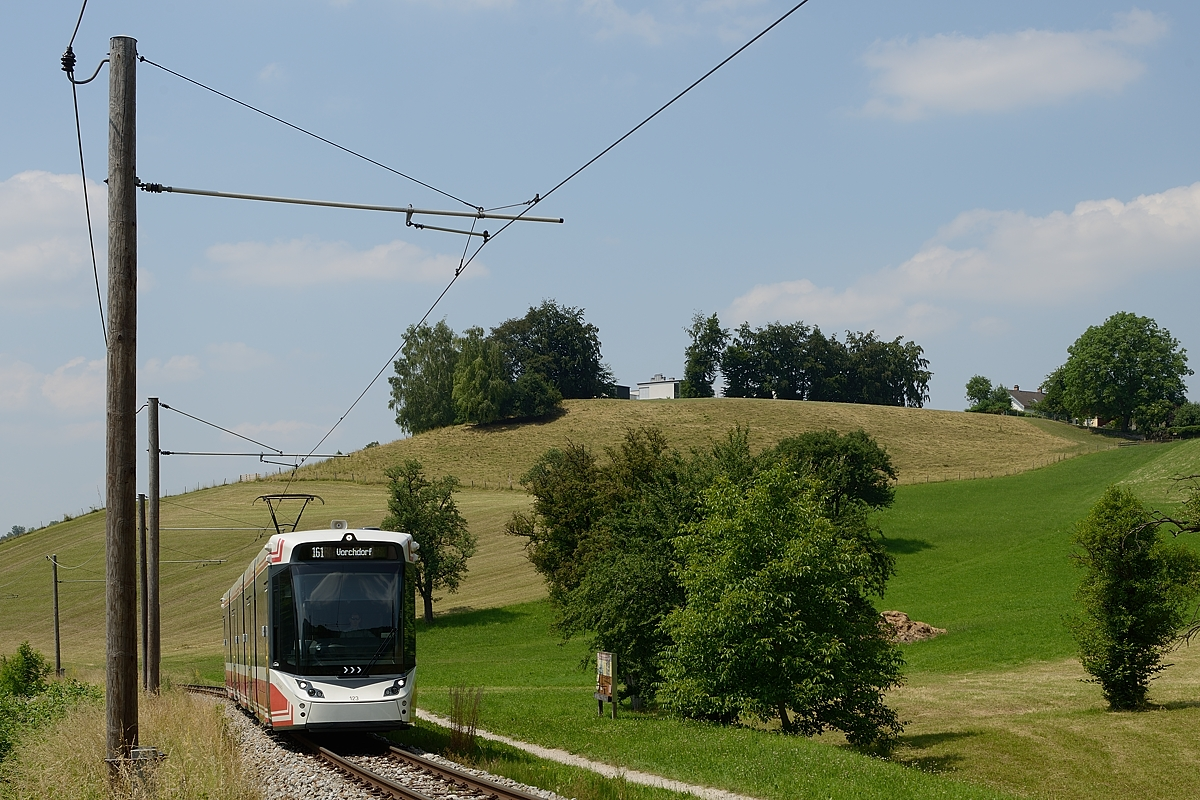
Vossloh Tramlink 123 der Traunseebahn zwischen Gmunden Seebahnhof und Lembergweg (2016)

Die meisten Bahnen in Österreich-Ungarn projektierte das Unternehmen vor dem Ersten Weltkrieg; der Großteil dieser Projekte konnte wegen des Kriegs allerdings nie verwirklicht werden. Das Unternehmen leistete Pionierarbeit bei der Errichtung von elektrisch betriebenen Bahnen. 1906 wurde die Elektrizitätswerke Stern & Hafferl Aktiengesellschaft gegründet, der die Leitung der von Stern & Hafferl errichteten Kraftwerke übertragen wurde – mit Ausnahme des Kraftwerks in Gmunden. Am 7. April 1907 wurde mit dem Bau der zweiten, von Stern & Hafferl errichteten, elektrisch betriebenen Bahn – der Elektrischen Bahn Unterach–See – begonnen. Nach der Fertigstellung übernahm Stern & Hafferl den Betrieb der Bahn. 1909 wurden Detailpläne zur Elektrifizierung der Salzkammergutbahn erstellt. Die Verwirklichung dieses Projekts scheiterte jedoch am Widerstand des Militärs, das die Lokomotiven im Kriegsfall – wie im Ersten Weltkrieg auch geschehen – bei Bedarf auch auf den ausschließlich mit Dampf betriebenen Strecken in Bosnien und Herzegowina einsetzen können wollte.
Im Mai 1908 wurde die Lokalbahn Neumarkt–Waizenkirchen–Peuerbach errichtet und fortan in Eigenregie betrieben. Zwischen 1911 und 1912 baute das Unternehmen die anfangs mit 650 Volt Gleichstrom betriebene Traunseebahn. Anfang des Jahres 1912 erlangte Stern & Hafferl eine Konzession für einen zweiten Schifffahrtsbetrieb am Attersee; für diesen Zweck wurden zwei Elektroboote beschafft. Im April 1912 wurde mit dem Bau der Attergaubahn begonnen. Nach mehr als zehn Monaten Bauzeit ging diese am 14. Jänner 1913 in Betrieb. Von der geplanten Bahnverbindung zwischen Linz und Steyr konnte nur ein Teilstück realisiert werden, die Florianerbahn wurde am 1. September 1913 offiziell eröffnet.

### Zwischenkriegszeit
Ab dem Jahr 1918 erhielt das Unternehmen verstärkt Aufträge zur Planung und zum Bau von E-Werken. Innerhalb von sieben Jahren wurden 32 solche Werke sowohl in der neuen Republik als auch in den ehemaligen Kronländern projektiert; acht dieser Kraftwerksprojekte wurden verwirklicht. Im Jahre 1919 wurde das Büro in Wien aufgelassen. Neben Aufträgen zur Kraftwerksplanung gelang es 1921, die Attersee-Schifffahrt komplett in den Besitz von Stern & Hafferl zu bringen. In den Jahren 1922 bis 1924 wurden die unternehmenseigenen Kraftwerke erweitert. Zudem erwarb das Unternehmen neben einem Kraftwerk in Steyr und der Salzkammergut-Lokalbahn auch die Schürfrechte für den Braunkohleabbau in Trimmelkam, die zur Versorgung eines nahe gelegenen Dampfkraftwerkes genutzt wurden. Der Versuch, die SKGLB zu elektrifizieren, schlug fehl, da Stern & Hafferl das nötige Kapital nicht aufbringen konnten. Nach dem Tod von Josef Stern im März 1924 wurde Franz Hafferl Präsident des Unternehmens. Nachdem auch Franz Hafferl im Juni 1925 verstorben war, übernahmen Ing. Karl Stern und Ing. Hugo Neumann das Unternehmen. Mit der Abwicklung der Verlassenschaft der beiden Gründer wurde die SKGLB wieder verkauft.
Die Elektrizitätswerke Stern & Hafferl Aktiengesellschaft fusionierte 1929 mit der Oberösterreichische Wasserkraft- und Elektrizitäts-Aktiengesellschaft zur Österreichischen Kraftwerke Aktiengesellschaft.
1932 übernahm das Unternehmen die Betriebsführung der einstellungsgefährdeten Lokalbahn Lambach–Vorchdorf der Lokalbahn AG, nachdem diese zuvor von den Staatsbahnen betrieben worden war. 1933 wurde die Betriebsführung auf der Strecke Lambach–Haag am Hausruck übernommen, die seit Auflösung der privaten Aktiengesellschaft 1930 im Besitz der Staatsbahnen steht. Die beiden Bahnen wurden elektrifiziert und fortan mit 750-Volt-Gleichstrom betrieben.
Der Beginn des von der Stern & Hafferl Verkehrsgesellschaft durchgeführten Busverkehres war der Erwerb einer Konzession zur Bedienung der Linie Kammer–Weyregg–Unterach–Attersee–Kammer rund um den Attersee im Jahre 1935. Der Busverkehr wurde mit einem angemieteten Fahrzeug, als Ergänzung zur Attersee-Schifffahrt, betrieben.

### 1945 bis heute
Im Jahre 1947 erhielt das Unternehmen eine Kraftfahrlinienkonzession für die Linie Kammer–Vöcklabruck–Attnang-Puchheim. Fortan übernahm das Unternehmen weitere Linien.
In den Jahren 1949 bis 1951 wurde die Bahnstrecke Bürmoos–Trimmelkam errichtet, um die Versorgung des Dampfkraftwerkes zu erleichtern. Zum Einsatz auf der Haager Lies baute das technisch stets moderne Unternehmen 1950/52 die später legendären Gleichrichterwagen.
Das 100-jährige Bestehen des Unternehmens wurde 1993 mit einem großen Fest gefeiert. 1989 erhielt die Haager Lies neue Zweisystemfahrzeuge der Baureihe 4855. Die Endstation der Traunseebahn wurde 1990 zum Seebahnhof verlegt, weshalb das Dreischienengleis erweitert werden musste. Zum 100-Jahr-Jubiläum der Straßenbahn Gmunden 1994 mietete Stern & Hafferl einen offenen Beiwagen für Nostalgiefahrten an. Die Lokalbahn Bürmoos–Trimmelkam wurde 1995 an die Salzburger Stadtwerke verkauft und gehört heute dem Nachfolgeunternehmen Salzburg AG. Im Jahre 1996 trat Stern & Hafferl dem Oberösterreichischen Verkehrsverbund bei. 2001 wurde das 100-jährige Bestehen der Haager Lies festlichen Aktivitäten gefeiert. Zum 120-jährigen Unternehmensjubiläum wurde die Geschichte des Unternehmens neu aufgearbeitet und ein eigenes Buch herausgegeben.
Im Jahr 2008 feierte das Traditionsunternehmen Stern & Hafferl im Kongresszentrum Toskana Congress sein 125-jähriges Bestehen.
Im Dezember 2010 wurde der Schienenverkehr auf der Strecke der Lokalbahn Lambach - Haag am Hausruck eingestellt.
Mit der ersten funkferngesteuerten Streckendiesellok in Österreich werden seit 2010 Schotterzüge für die Fa. Asamer beladen und von Steyrermühl nach Linz geführt. Stern & Hafferl Verkehr setzte 2011 einen weiteren Meilenstein in der über 125-jährigen Geschichte des Familienunternehmens und nahm das 1. Solarschiff Österreichs auf dem Altausseer See in Betrieb.
Im Jahre 2012 übernimmt Stern & Hafferl in Kooperation mit der RailCargo Austria den Güterverkehr im Salzkammergut und im Bereich Eferdinger Becken. Dazu wurden in den Folgejahren weitere modernste Lokomotiven angeschafft.
Im Jahre 2014 beginnt das Jahrhundertprojekt der Zusammenführung der Straßenbahn Gmunden mit der Lokalbahn Gmunden - Vorchdorf. Das Projekt wird in der Bauzeit als stadt.regio.tram - gmunden bezeichnet. Mit der Umsetzung der stadt.regio.tram und dem Zusammenschluss der Traunseebahn mit der Gmundner Straßenbahn schloss man eine Lücke im öffentlichen Verkehrsnetz um somit einen besonderen Mehrwert für die gesamte Region zu erreichen. Eine Steigerung der Fahrgastzahlen, die Belebung der Gmundner Innenstadt, eine barrierefreie Verbindung zu den Zügen der ÖBB und der Neubau der Traunbrücke waren nur einige wenige positive Begleiterscheinungen des Projektes.
Begleitend zur Durchbindung der Straßenbahn wurde ein zukunftsweisendes Stadtentwicklungsprogramm gestartet. Durch die Neugestaltung von Straßen und Plätzen, aber auch die Sanierung der bestehenden Infrastruktur leistete das Gesamtprojekt einen wesentlichen Mehrwert für alle Gmundnerinnen und Gmundner, Gäste und Touristen sowie die Bewohner in den stadt.regio.tram-Gemeinden Gschwandt, Kirchham und Vorchdorf.
Bei einer Ausschreibung der Neuvergabe von Kraftfahrlinien durch das Land Oberösterreich, ging die Stern & Hafferl Verkehrsgesellschaft m.b.H. als Bestbieter in der Region Steyr- und Kremstal hervor. Sie hat am 14. Dezember 2014 die Regionalbuslinien in der Region übernehmen.
2018 erfolgt die Fertigstellung des Jahrhundert-Projektes mit der Durchbindung und Zusammenschluss der Straßenbahn Gmunden mit der Traunseebahn. Die „neue“ Traunseetram wurde am 1. September 2018 eröffnet.

## Betrieb
Übersicht über die von Stern & Hafferl betriebenen Bahnen:
| Bahn                                 | letzter Eigentümer                       | Betriebsführung durch Stern & Hafferl                               |
| ------------------------------------ | ---------------------------------------- | ------------------------------------------------------------------- |
| Atterseebahn                         | Lokalbahn Vöcklamarkt - Attersee AG      | seit 1913                                                           |
| Bahnstrecke Bürmoos–Trimmelkam       | Salzach-Kohlenbergbau-Gesellschaft       | 1951 bis 1993 (Übergabe an Salzburger Lokalbahn)                    |
| Florianerbahn                        | Lokalbahn Ebelsberg–St. Florian AG       | 1913 bis 1973 (Stilllegung)                                         |
| Straßenbahn Gmunden                  | Gmundner Straßenbahn GmbH                | seit 1925 (Übernahme von Gmundner Elektrizitäts-Aktiengesellschaft) |
| Bahnstrecke Lambach–Haag am Hausruck | Österreichische Bundesbahnen             | 1933 (Übernahme von BBÖ) bis 2009 (Stilllegung)                     |
| Linzer Lokalbahn                     | Linzer Lokalbahn AG                      | seit 1913                                                           |
| Traunseetram                         | Lokalbahn Gmunden - Vorchdorf AG         | seit 1912                                                           |
| Straßenbahn Unterach–See             | Straßenbahn Unterach–See AG              | 1907 bis 1949 (Stilllegung)                                         |
| Vorchdorfer Bahn                     | Lokalbahn Lambach-Vorchdorf-Eggenberg AG | seit 1932 (Übernahme von BBÖ)                                       |

## Fahrzeuge

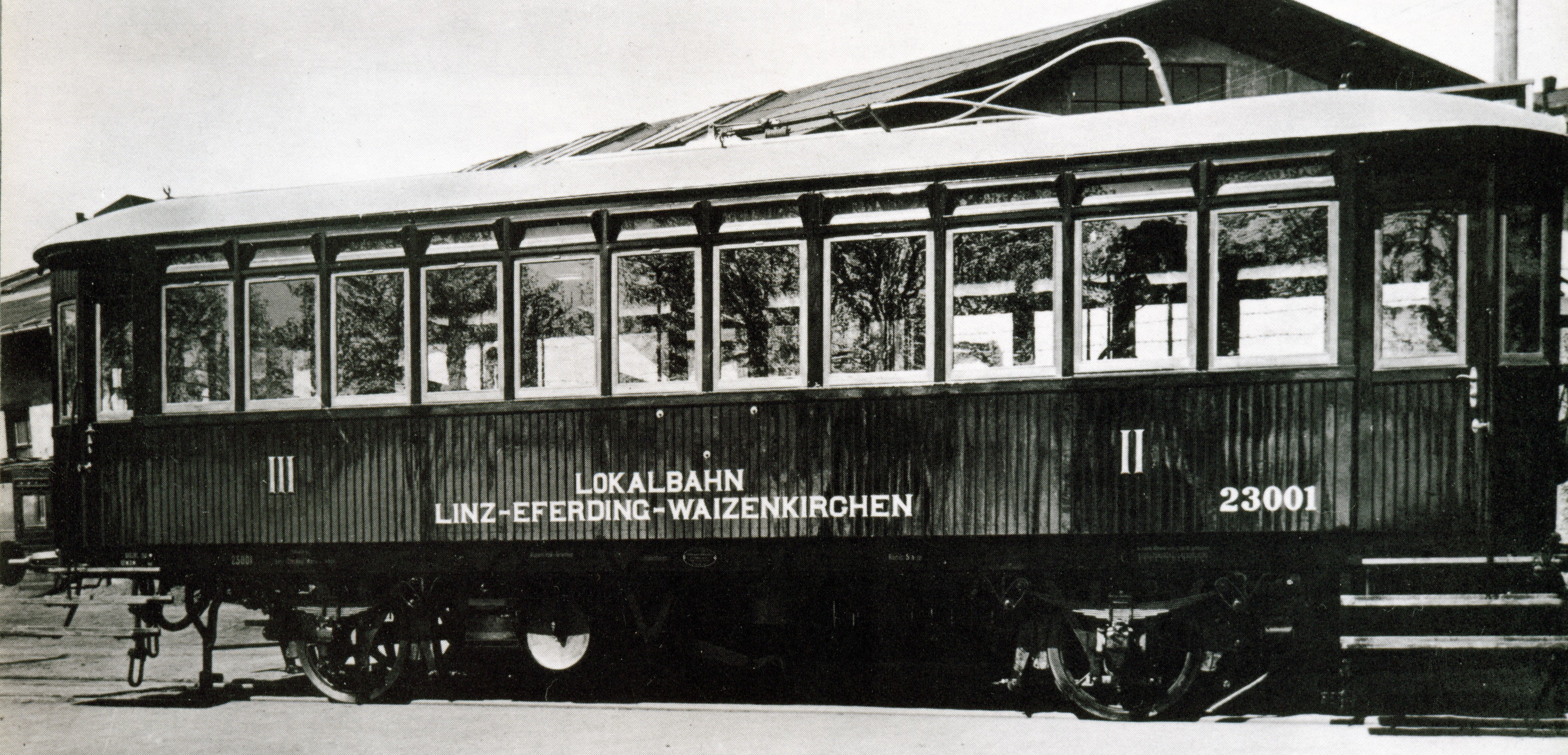
ET 22.105 der Lokalbahn Linz-Eferding-Waizenkirchen (1921)

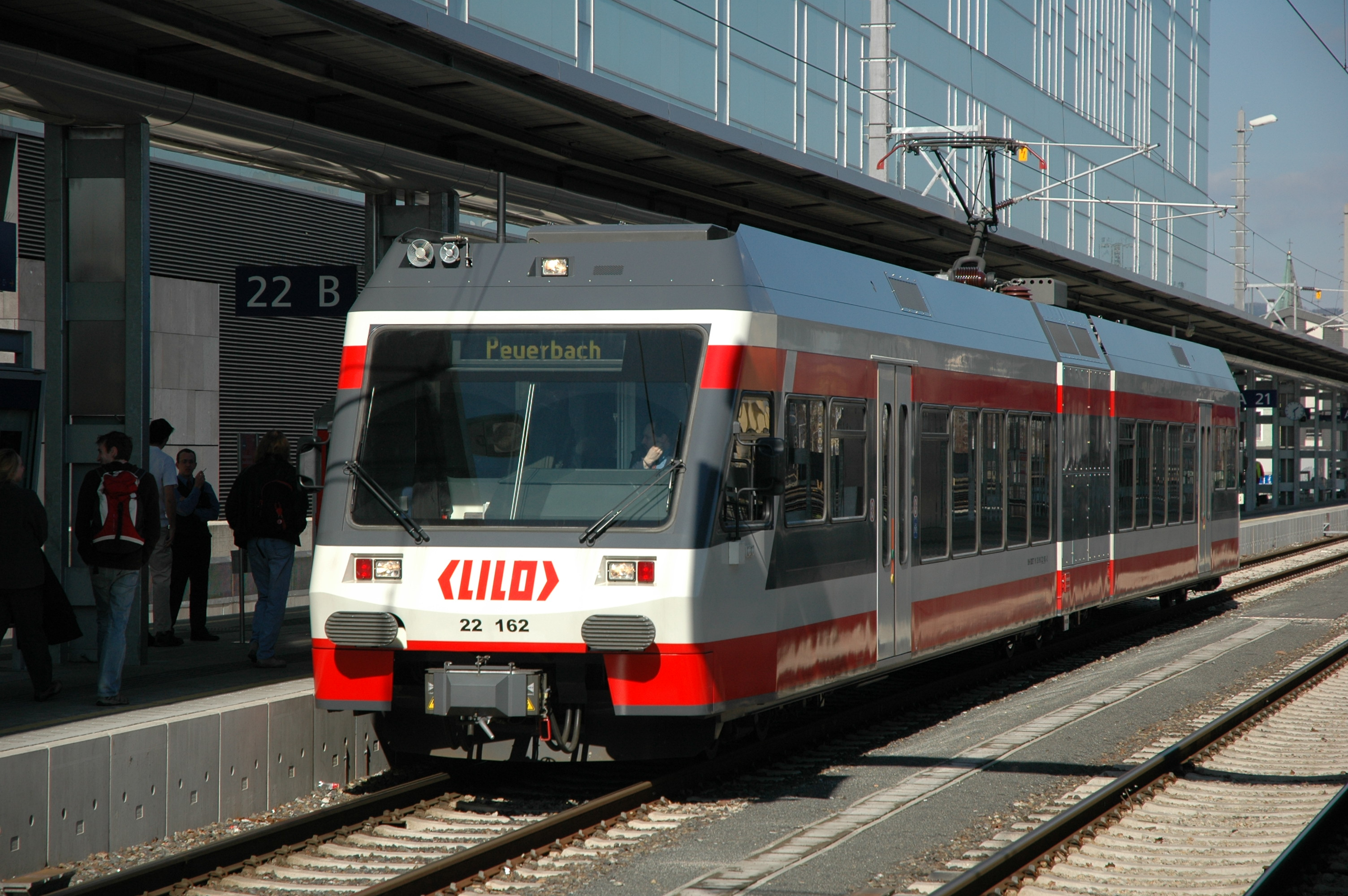
Stadler GTW 22.162 der Linzer Lokalbahn (2007)

### Nummerierungsschema
Seit 1943 besitzt Stern & Hafferl zusammen mit der Montafonerbahn ein eigenes Schema für die Nummerierung der Fahrzeuge. Es wird bei allen Eisenbahnfahrzeugen, nicht aber bei den Straßenbahnfahrzeugen (auch nicht den auf Traunseebahn und Attergaubahn eingesetzten Tramlink-Triebwagen) angewendet. Das Stern & Hafferl-Nummerierungsschema besteht aus einer fünfstelligen Ziffernkombination (XX.XXX). Dabei geben die erste und die zweite Stelle den Eigentümer an:
| Nummer | Eigentümer/Einsatzstrecke                           | Abkürzung   |
| ------ | --------------------------------------------------- | ----------- |
| 10     | Montafonerbahn                                      | MBS         |
| 20     | Stern & Hafferl                                     | StH         |
| 21     | Neumarkt—Waizenkirchen—Peuerbach (ab 1998 LILO)     | NWP         |
| 22     | Linzer Lokalbahn ex Linz — Eferding — Waizenkirchen | LILO ex LEW |
| 23     | Lokalbahn Gmunden–Vorchdorf                         | GV          |
| 24     | Lokalbahn Lambach–Haag am Hausruck                  | LH          |
| 25     | Lokalbahn Lambach–Vorchdorf–Eggenberg               | LV(E)       |
| 26     | Lokalbahn Vöcklamarkt–Attersee                      | VA          |
| 27     | Bürmoos–Trimmelkam (bis 1992)                       | BT          |

Mit 20 nummerierte Fahrzeuge gehören der Betreibergesellschaft und werden den jeweiligen Lokalbahnen vermietet. Werden Fahrzeuge umstationiert, ist damit oft ein Eigentumsübergang verbunden, der sich in einer geänderten Betriebsnummer zeigt (z. B. GV 23.109 1999 an VA 26.111). Es gibt aber auch längerfristige Ausleihen zwischen den Lokalbahngesellschaften (z. B. LILO 22.133/233 und 22.136/236 seit längerem auf LV).
Vor der Betriebsnummer steht als Präfix die Typenbezeichnung des Fahrzeugs (z. B. E = Elektrolokomotive, B4ET = Vierachsiger Elektrotriebwagen, N = Niederbordwagen usw.)
Die darauf folgenden drei Ziffern (dritte bis fünfte Stelle) geben die Fahrzeugbauart und die Ordnungsziffer an. Die feine Untergliederung ließ aber nicht überall eine genügende Nummernreserve zu, sodass es inzwischen zahlreiche Ausnahmen gibt. Die Bedeutung der dritten Stelle wird aber eingehalten.
| Nr.:      | Fahrzeuge:                               | Abkürzung: |
| --------- | ---------------------------------------- | ---------- |
| 001 – 050 | Lokomotiven                              | E          |
| 051 – 100 | selbstfahrende Gleichrichterwagen        | EG         |
| 101 – 129 | Personentriebwagen                       | ET         |
| 130 – 149 | Personentriebwagen mit Vielfachsteuerung | ET         |
| 150 – 200 | Personentriebwagen mit Gepäckabteil      | ET         |
| 201 – 229 | Personenwagen                            | P/B/EB     |
| 230 – 249 | Steuerwagen                              | ES         |
| 250 – 279 | Personenwagen mit Gepäckabteil           | P/BD       |
| 280 – 300 | Gepäckwagen mit Postabteil               | DPost      |
| 301 – 400 | gedeckte Güterwagen                      | G          |
| 401 – 420 | offene Güterwagen (hochbordig)           | O/N        |
| 421 – 440 | Rungenwagen                              | I/N        |
| 441 – 460 | Schemelwagen                             |            |
| 461 – 500 | offene Güterwagen (niederbordig)         | N          |
| 501 – 600 | Bahndienstwagen                          | X          |
| 601 – 620 | Bahnwagen                                | X          |
| 621 – ff  | Turmwagen                                | X          |

Straßenfahrzeuge werden hingegen einfach fortlaufend nummeriert.

#### Beschriftung und Lackierungsschema
Jedes Triebfahrzeug trägt an den Fronten eine Betriebsnummer. Über dieser Nummer ist bei den meisten Triebfahrzeugen das Stern & Hafferl-Logo aufgeklebt, nur die Linzer Lokalbahn hat ein eigenes Logo. Ältere Fahrzeuge tragen seitlich zusätzlich das Kürzel jener Lokalbahn, die Eigentümerin des Fahrzeugs ist. Außer den Nostalgiefahrzeugen sind alle Triebfahrzeuge und Personenwaggons rot, rot/weiß oder rot/creme lackiert. Für Güterwagen gibt es kein einheitliches Lackierungsschema.
Jedes Straßenfahrzeug trägt an der Frontseite links unten eine Nummer. Alle Linienbusse sind gelb lackiert und haben einen umbragrauen Zierstreifen. Lastkraftwagen sind hingegen rot lackiert. Für alle anderen Fahrzeuge existiert wie bei den Güterwagen kein einheitliches Lackierungsschema.

### Hauptwerkstätte

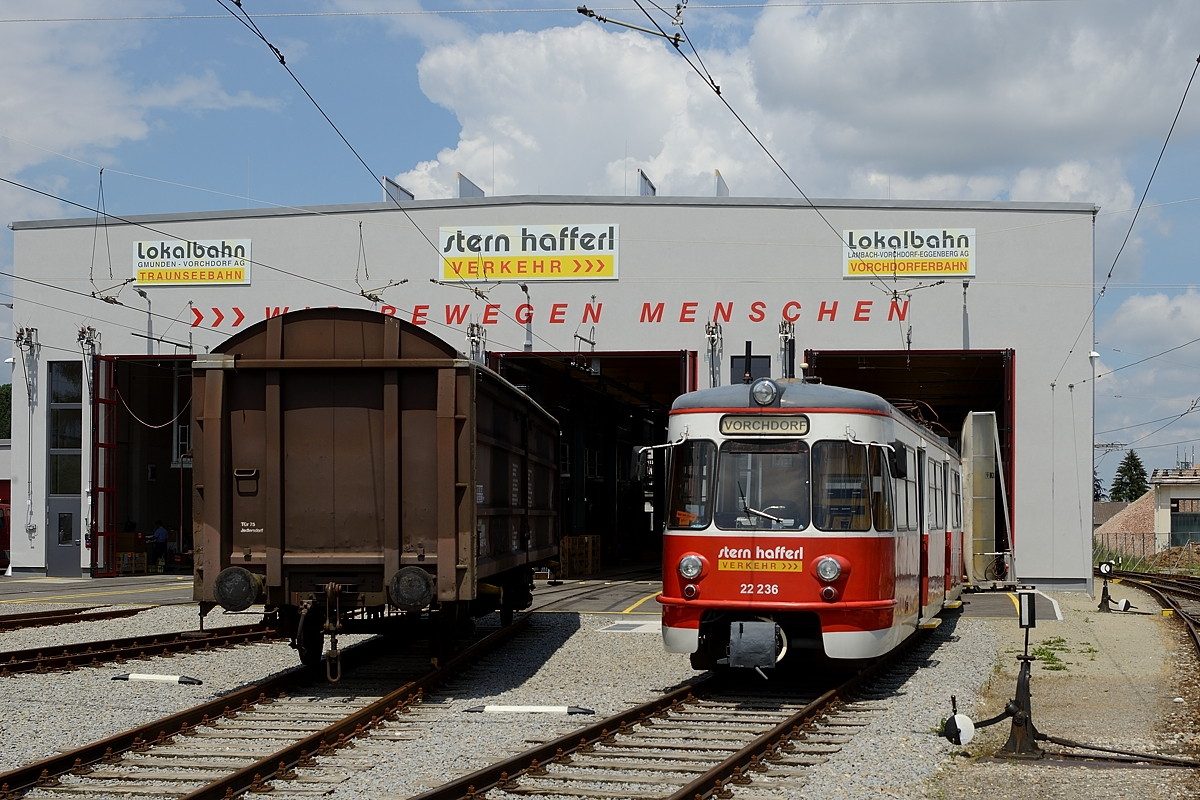
Hauptwerkstatt in Vorchdorf (2016)

Die Stern & Hafferl Hauptwerkstätte befindet sich in Vorchdorf. Hier werden alle größeren Reparaturen, beispielsweise Unfallschäden und Hauptuntersuchungen, durchgeführt. Die Aufarbeitung von Fahrzeugen kann ebenfalls nur dort erfolgen. Es werden auch Aufträge von anderen Bahngesellschaften (z. B. Wiederaufbau des Triebwagens Nr. 1 der Höllentalbahn) angenommen. Die Werkstatt befindet sich neben dem Bahnhof Vorchdorf-Eggenberg. Die Remise verfügt über meterspurige und normalspurige Gleise. Somit können Fahrzeuge aller Stern & Hafferl-Bahnen problemlos in die Wagenhalle fahren. Um Reparaturen einfacher durchführen zu können und um die Wartung zu vereinfachen, besitzen einige Gleise Untersuchungsgruben.

### Zugleitsystem

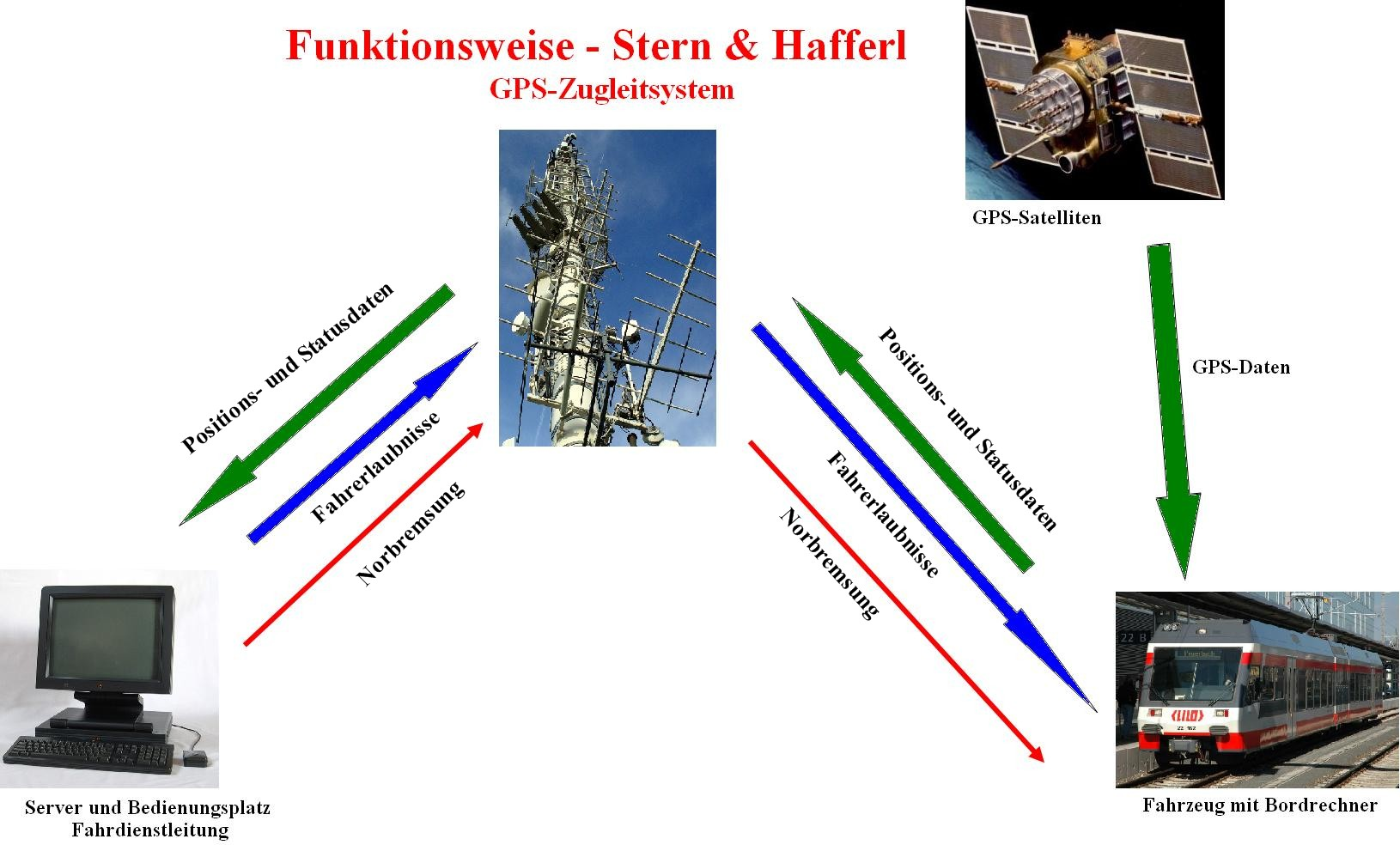
Funktionsweise des Zugleitsystems

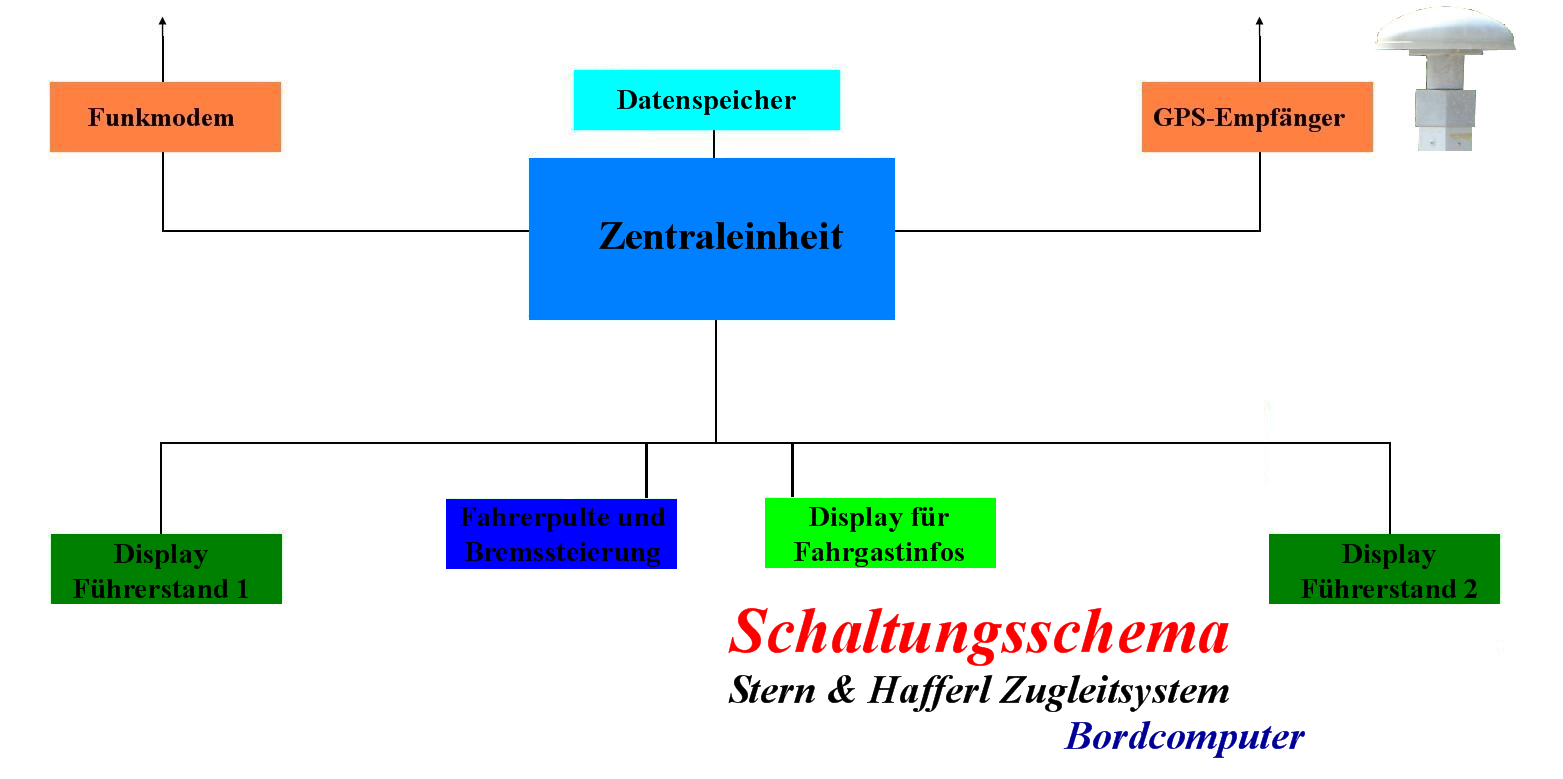
Schaltungsschema des Bordcomputers

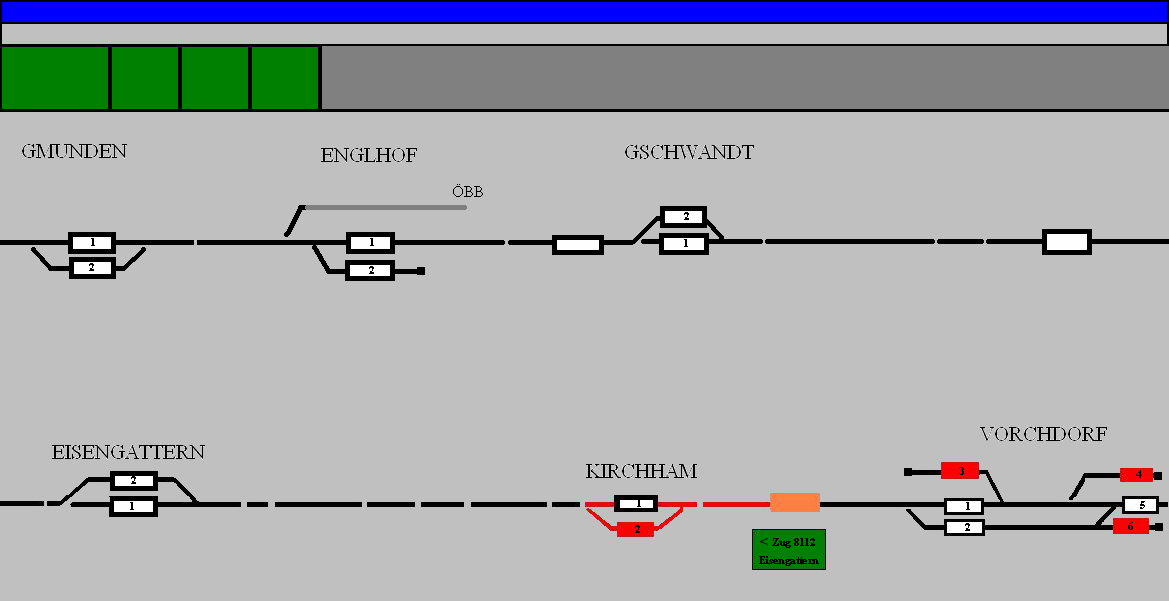
Ansicht der Zugleitsoftware

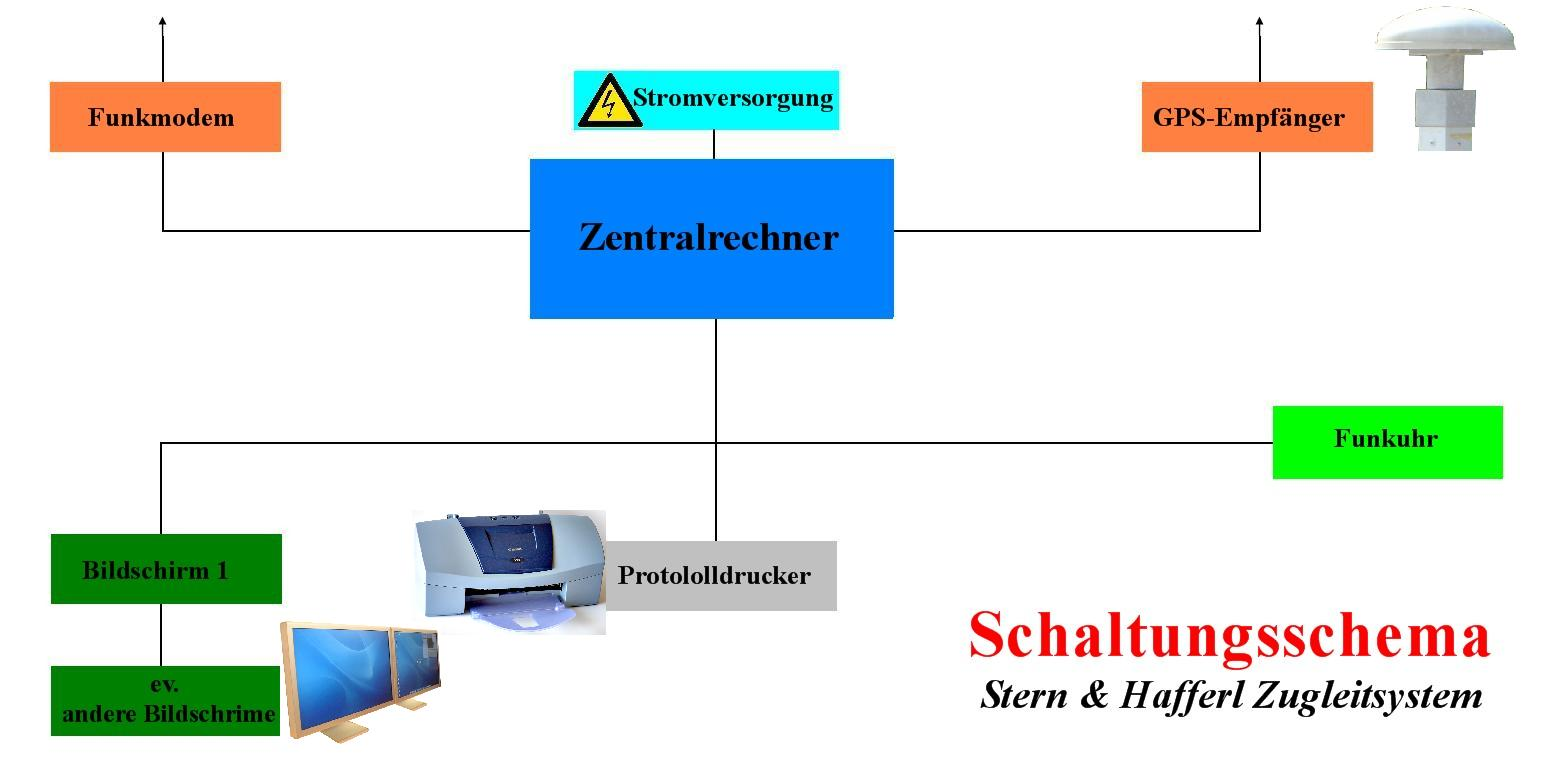
Schaltungsschema des Zentralrechners

Stern & Hafferl verfügt über ein eigenes Zugleitsystem, das an der Fakultät für Technik & Angewandte Naturwissenschaften der Fachhochschule Oberösterreich entwickelt wurde. Das System beruht auf der Ortung der Züge auf der Strecke mit Hilfe von GPS sowie einem Funksystem, das die Kommunikation zwischen der Zentrale und den Zügen ermöglicht. Mit diesem System konnte eine kostengünstige Computerunterstützung für die Abwicklung des Zugbetriebs auf allen Stern & Hafferl Lokalbahnen realisiert werden. Das System wurde von der FH Oberösterreich gemeinsam mit Siemens weiterentwickelt und als „Trainguard STC“ auf den Markt gebracht. Einer der Kunden ist die Pinzgauer Lokalbahn.

#### Funktionsweise
Das Zugleitsystem überwacht bei der Eingabe der Befehle des Fahrdienstleiters, dass für denselben Streckenabschnitt nicht zwei Fahrerlaubnisse erteilt werden können. Bei der Vergabe der Fahrerlaubnis überträgt das System automatisch alle im Zentralrechner eingegebenen Sonderfälle (beispielsweise Langsamfahrstellen oder Baustellen) an den Triebfahrzeugführer. Die Einhaltung der vergebenen Fahrerlaubnis des Fahrzeugführers wird vom System ständig überwacht. Fährt der Triebfahrzeugführer zu schnell oder in einen als besetzt gemeldeten Streckenabschnitt, führt das Triebfahrzeug automatisch eine Zwangsbremsung durch. Im Gefahrenfall kann ein Nothalt auch manuell vom Fahrdienstleiter ausgelöst werden. Wenn keine gültige Fahr- oder Verschubrerlaubnis vorliegt, erfolgt automatisch kurz nach dem Anfahren ein Nothalt.
Alle Triebfahrzeuge besitzen die Komponenten, die zum Betrieb mit dem GPS-Zugleitsystem notwendig sind. Dazu gehören ein Bordrechner, ein GPS-Empfänger und ein Display mit mehreren Tasten in jedem Fahrzeug. Bei dem verwendeten Zentralrechner handelt es sich um einen Server mit einigen zusätzlichen Sicherheitsmechanismen. Die Ausstattung des Fahrdienstleiterbüro ist abhängig von der Länge der Strecke und besteht normalerweise aus einem Computer und einem oder mehreren Bildschirmen. Das an den Bordrechner angebundene Funksystem wird im 2-m-Band betrieben. Die Funktionalität des Bordcomputers eines Fahrzeugs wird permanent von einem Überwachungstask überprüft. Sollten Probleme auftreten, kann der Überwachungstask einen Neustart des Systems veranlassen. Der Bordrechner kommuniziert mit dem Zentralrechner per Funk. In regelmäßigen Abständen werden Statusmeldungen an die Zentrale gesendet, die dann am Bildschirm des Fahrdienstleiters angezeigt werden. Somit kann immer nachvollzogen werden, wo sich der Zug gerade befindet. Sollte die Kommunikation zwischen Bordcomputer und Fahrzeug nicht funktionieren, wird der Absender umgehend benachrichtigt, um Maßnahmen ergreifen zu können. Es werden ständig Zustandsdiagramme aufgezeichnet.
Beispiel anhand der nebenstehenden Skizze:
Der Fahrdienstleiter sieht den Zug 8112, der nach Eisengattern unterwegs ist und in Kürze Kirchham erreichen wird (oranges Rechteck, Fahrtrichtung des Zuges wird im grünen Kästchen angezeigt). Gleis 2 in Kirchham ist belegt, da Zug 8112 gleich auf Gleis 1 halten wird, darf der Fahrdienstleiter dem Zug auf Gleis 2 keine Fahrerlaubnis geben – beide Gleise werden als besetzt gemeldet. Sollte sich der Zug auf Gleis 2 in Bewegung setzen, würde er sofort abgebremst werden. In Vorchdorf sind die Gleisabschnitte 3, 4 und 6 besetzt. Auf den Abschnitten 1, 2 und 5 könnte hingegen ein Zug abgestellt werden.
Der Zentralrechner verwaltet alle Fahr- und Rangiererlaubnisse. Das Zugleitsystem wurde so konzipiert, dass der Fahrdienstleiter es nach einem Systemabsturz umgehend wieder hochfahren kann. Ein Drucker protokolliert ständig wichtige Daten wie Langsamfahrstellen, Position des Zuges und gesperrte Gleise, damit der Fahrdienstleiter feststellen kann, wo sich die Züge vor dem Absturz des Systems befunden haben. Die Erteilung der Fahrerlaubnis sowie der Anzeige von besetzten Gleisen erfolgen auf einer graphischen Benutzerschnittstelle. Die Visualisierung ist in zwei verschiedenen Ansichten möglich. Die erste Ansicht zeigt die Streckendarstellung mit den Zugbewegungen, die zweite einen Bildfahrplan.
Zugleich mit der Verknüpfung der Straßenbahn Gmunden mit der Lokalbahn Gmunden–Vorchdorf (Traunseetram) im Jahr 2018 wurde das System auf allen Strecken von Stern & Hafferl so erweitert, dass durch Gleisbalisen auch eine gleisselektive Lokalisierung der Fahrzeuge möglich ist.